# Erwin Mozolewski
Erwin Mozolewski (ur. 8 kwietnia 1917 w Porażynie, zm. 17 lutego 2007) – polski lekarz, otolaryngolog, profesor nauk medycznych, nauczyciel akademicki, a w latach 1971–1978 rektor Pomorskiej Akademii Medycznej w Szczecinie.

## Życiorys
W 1945 ukończył studia na Wydziale Lekarskim Uniwersytetu Poznańskiego. W latach 1945–1967 był zatrudniony w Klinice Otolaryngologii w Gdańsku. W 1947 uzyskał stopień naukowy doktora nauk medycznych, zaś w 1955 tytuł naukowy docenta. W latach 1953–1956 odbył służbę wojskową jako lekarz wojskowy. Od 1968 do 1987 był kierownikiem Kliniki Otolaryngologii Pomorskiej Akademii Medycznej w Szczecinie, zaś w latach 1971–1978 był rektorem tej uczelni. Uzyskał tytuł naukowy profesora nauk medycznych
Był prezesem Szczecińskiego Oddziału Towarzystwa Otolaryngologów, członkiem Krajowego Zespołu Specjalistów i Prezydium Rady Narodowej przy Ministrze Zdrowia oraz honorowym członkiem Towarzystwa Otolaryngologicznego NRD.
W 2001 przeszedł na emeryturę, do 2006 pracował na część etatu w Klinice Otolaryngologii oraz w Klinice Neurochirurgii Pomorskiego Uniwersytetu Medycznego.